# Fluvicola
A Fluvicola a madarak (Aves) osztályának verébalakúak (Passeriformes) rendjébe és a királygébicsfélék (Tyrannidae) családjába tartozó nem.

## Rendszerezésük
A nemet William Swainson írta le 1827-ben, jelenleg az alábbi 2 vagy 3 faj tartozik ide:
- álarcos vízitirannusz (Fluvicola nengeta)
- tarka vízitirannusz (Fluvicola pica)
- feketehátú vízitirannusz (Fluvicola albiventer)[1] vagy alfaj Fluvicola pica albiventer[2]

## Előfordulásuk
Panama, valamint Trinidad és Tobago és Dél-Amerika területén honosak. 

## Megjelenésük
Átlagos testhosszuk 11-15 centiméter közötti.